# Karlshuld
Karlshuld est une commune de Bavière (Allemagne), située dans l'arrondissement de Neuburg-Schrobenhausen, dans le district de Haute-Bavière.

## Histoire
La commune de Karlshuld fut fondée en 1795 par Karl Freiherr v. Eckart. Elle fut édifiée sur des terrains gagnés sur les marais du Danube dont on a commencé l'assèchement en 1790.